# Слејт Спрингс (Мисисипи)
Слејт Спрингс (енгл. Slate Springs) град је у америчкој савезној држави Мисисипи.

## Демографија
По попису из 2010. године број становника је 110, што је 11 (-9,1%) становника мање него 2000. године.
| Група             | 2000.       | 2010.       |
| Белци             | 116 (95,9%) | 105 (95,5%) |
| Афроамериканци    | 1 (0,8%)    | 1 (0,9%)    |
| Азијати           | 0 (0,0%)    | 0 (0,0%)    |
| Хиспаноамериканци | 1 (0,8%)    | 1 (0,9%)    |
| Укупно            | 121         | 110         |